# Zdrapy (Tatry)

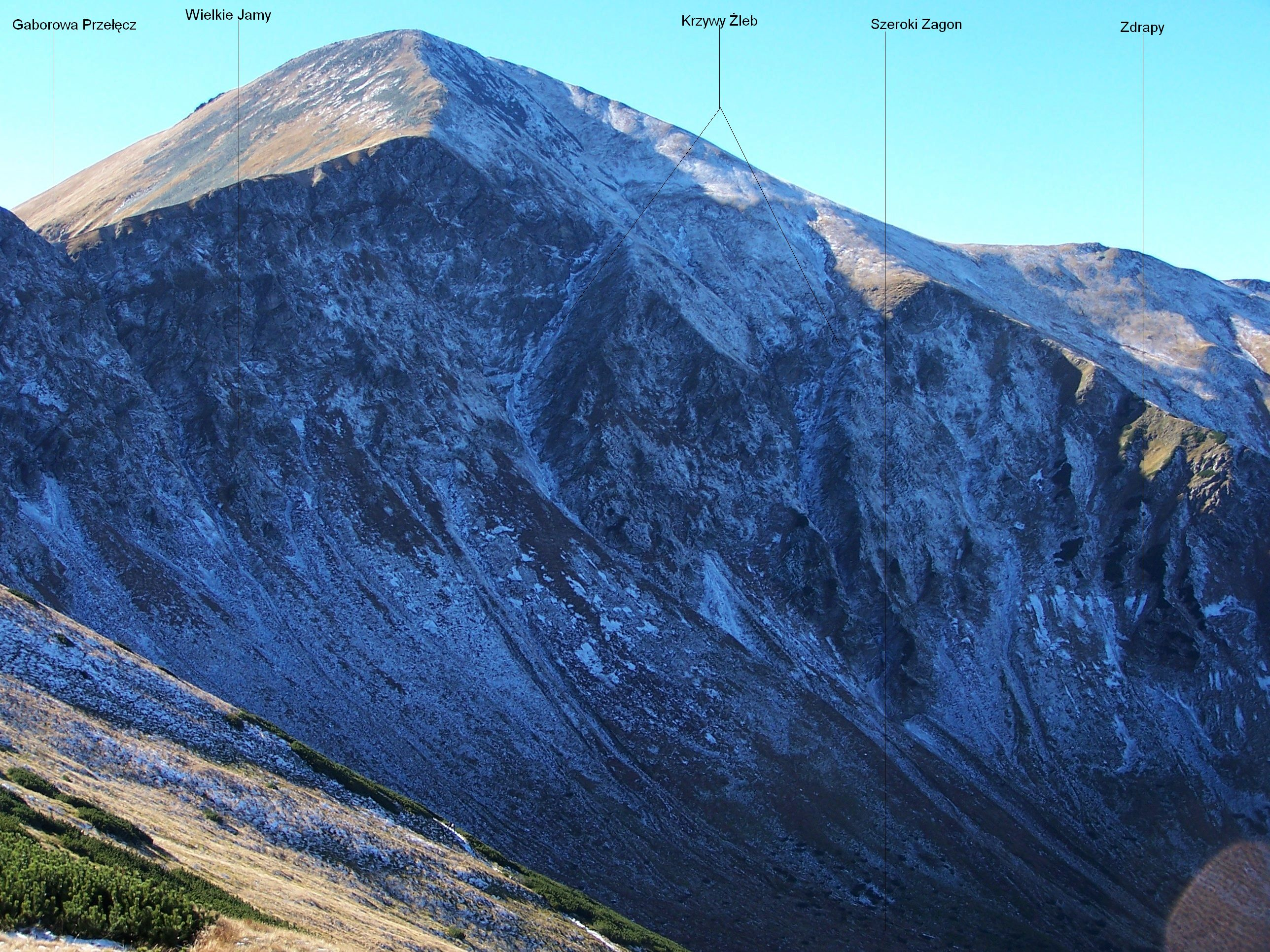
Widok z Siwych Turni

Zdrapy – ściana podcinająca od północy Starorobociański Wierch w Tatrach Zachodnich. Znajduje się po zachodniej stronie Krzywego Żlebu, po jego wschodniej stronie jest podobna ściana o nazwie Wielkie Jamy. Obydwie stanowią południowe ograniczenie Doliny Starorobociańskiej. 
Zdrapy są skaliste, zbudowane ze skał metamorficznych – granitoidów migmatycznych. Pocięte są wieloma równoległymi i wąskimi żlebkami. U ich podnóży znajduje się wielkie piarżysko o nazwie Zagony.